# SY/T6276-2010
SY/T6276-2010是中华人民共和国石油天然气行业标准：《石油天然气工业 健康、安全与环境管理体系》简称中石油HSE标准。最新版本SY/T6276-2010标准代替 SY/T6276-1997标准。
由国家能源局於2011年1月9日发布，於同年5月1日實施。